# Grønnegade (Guldborgsund Kommune)
 For alternative betydninger, se Grønnegade. (Se også artikler, som begynder med Grønnegade)
Grønnegade er en lille landsby på det sydøstlige Lolland. Stedet ligger i Guldborgsund Kommune og tilhører Region Sjælland.
Landsbyen er ganske lille, nogle få gårde og huse tæt samlet om kirken. Den omtales først i 1664. Navnet betyder: "den grønne landsbygade". Bregninge sogns kirke ligger i Grønnegade og ikke i den noget ældre by Bregninge. Sidenhen blev sognets skole også placeret her, og den blev nedlagt i 1962.

## Administrativt/kirkeligt tilhørsforhold

### Tidligere
- Musse Herred, Ålholm Len, Ålholm Amt, Maribo Amt, Storstrøms Amt, Kettinge-Bregninge Sognekommune, Nysted Kommune
- Fyens Stift

### Nuværende
- Region Sjælland, Guldborgsund Kommune
- Lolland-Falsters Stift, Lolland Østre Provsti, Kettinge-Bregninge Pastorat, Bregninge Sogn

- Indkørsel til Bregninge Kirke
- Bregninge Kirke
- Bregninge Kirkes klokkestabel